# الغراب (الحد)

تعديل مصدري - تعديل

الغراب هي إحدى قرى عزلة الحد بمديرية الحد التابعة لمحافظة لحج، بلغ تعداد سكانها 103 نسمة حسب تعداد اليمن لعام 2004.